# كونيتاكا سويوكا
كونيتاكا سويوكا (باليابانية: 末岡 圀孝) (مواليد 1 فبراير 1917)، هو لاعب كرة قدم ياباني سابق كان يلعب كمدافع. سبق له أن لعب مع منتخب اليابان.

## وصلات خارجية
- كونيتاكا سويوكا على موقع ناشيونال فوتبول تيمز (الإنجليزية)

- National Football Teams
- Japan National Football Team Database